# 烏克蘭新聲
烏克蘭新聲（英語：New Voice）是一份烏克蘭的電子報，主要報導有關政治和社會議題的新聞。它分別有烏克蘭語、英語和俄語的版本。該報紙自從2014年起每個週五都有出版。

## 名字
在2019年前，該報紙使用俄語名，意思為“新時代”。在2019年6月22日，烏克蘭新聲的總編輯 Vitaly Sych 宣佈把該報紙改名為“NV”，然後在2022年12月30日再改成“New Voice”。

## 歷史
烏克蘭新聲在2014年春季由一群曾經在《Korrespondent》工作的記者創立。這份新報紙主要是由捷克商人 Tomas Fiala 贊助，也有來自烏克蘭 Dragon Capital 公司和歐洲商務協會。
烏克蘭新聲的第一份報紙在2014年5月16日出版，銷售量超過1.8萬。。該報紙也陸續提供網上版，先後在2014年6月和2015年提供俄語和烏克蘭語的版本。
在廣場起義的一周年，該報紙有參與 #remembermaidan 的主題標籤運動，來紀念在示威期間過世的人。
在2014年6月17日，烏克蘭新聲公開了新的雜志版，首先是俄語版本，然後到2015年8月20日也有了烏克蘭語版。 在2016年，該雜志開始了網上版，同樣先後有俄烏語兩種版本。 在該報紙的第30期（2021年8月12日）開始，烏克蘭新聲決定在印刷版停止俄語版，但網上版就仍然是雙語出版。